# Verdens oprindelse
Verdens oprindelse (fransk: L'Origine du monde) er et oliemaleri fra 1866 af den franske maler Gustave Courbet. Billede er et detaljeret og nærgående studie af en kvindes underliv. Billedet er udstillet på Musée d'Orsay i Paris.

## Beskrivelse
Verdens oprindelse et nærstudie af en nøgen kvindes vulva. Kvinden ligger på en seng eller sofa med spredte ben og billedets motiv afgrænses af kvindens lår og bryster – hvilket understreger billedets seksuelle indhold. Snittet er ydermere lagt så kvindes ansigt er udeladt. Kvindens vulva er placeret i det gyldne snit.

## Historie

### Model
Det vides ikke med sikkerhed, hvem der har stået model til billedet, men det antages at det var den unge irske kvinde Joanna ”Jo” Hiffernan som var Courbets favoritmodel. Hun stod i forhold til Courbets amerikanske malerelev James McNeill Whistler. Courbet lavede endnu et maleri af hende samme år – Portræt af Jo (La belle Irlandaise); og han malede yderligere tre portrætter af hende, deriblandt der ligeledes vovede De sovende (1866). Jos poserede for Courbet med spredte ben til Verdens oprindelse kan have været årsagen til at Courbet og Whistler kort tid efter skiltes som uvenner, og Whistler rejste hjem til USA. Selv om portrætterne af Jo viser hende med rødt hår, og kønsbehåringen i Verdens oprindelse er mørk, holder de fleste dog fast ved at hun er modellen. Muligvis havde Courbet ændret farven for at undgå at hun blev yderligere udstillet i offentligheden.

### Ejerforhold
Billedet Verdens oprindelse var et bestillingsarbejde til den ægyptiske-tyrkisk diplomat og kunstsamler Khalil Bey. Bey havde været ambassadør i Athen og Sankt Petersborg og var nyligt ankommet til Paris. Han var samler af erotisk kunst og ejede også Ingres Det tyrkiske bad (Le Bain turc) samt Courbets De sovende (Les Dormeuses). Hvor Bey glædeligt fremviste sin samling af andre nøgenbilleder for gæster, så holdt han maleriet Verdens oprindelse skjult.
Efter at Khalil Beys økonomi var blevet ødelagt af spil, bortauktionerede han i 1868 sin kunstsamling med Verdens oprindelse, som passerede gennem en række forskellige private samlinger. Første køber var antikhandler Antoine de la Narde. Forfatteren og kunstkritikeren Edmond de Goncourt stødte tilfældigt på det i 1889, skjult bag et træpanel dekoreret med et maleri af et slot eller kirke i et snedækket landskab. I 1910 købte den ungarske baron Ferenc Hatvany billedet på Bernheim-Jeune galleriet og tog det med til Budapest. Hen imod slutningen af Anden verdenskrig blev maleriet plyndret af sovjetiske soldater, men løskøbt af Hatvany, som da han udvandrede, fik lov at tage ét kunstarbejde med ud, og han tog da Verdens oprindelse tilbage til Paris.
I 1955 blev Verdens oprindelse solgt på auktion for 1,5 millioner franc. Dets nye ejer var psykoanalytikeren Jacques Lacan, der sammen med sin kone skuespillerinden Sylvia Bataille tog det med til deres landsted i Guitrancourt. Lacan fik sin stedbroder, maleren André Masson, til at bygge en dobbeltbundet ramme og male et andet billede ovenpå, og han malede en surrealistisk antydende version af Verdens oprindelse.
Efter Lacans død i 1981 gik det franske ministerium for økonomi og finanser med til at familiens arveafgift kunne betales ved at overføre billedet til Musée d'Orsay, hvilket det blev i 1995.
Maleriet blev første gang udstillet officielt 1988 på en udstilling i New York og næste gang 1992 i Ornans.

## Realismens nøgenmotiv
Verdens oprindelse blev skabt i en tid, hvor moralske spørgsmål var til debat og billedets direkte, realistisk erotisk karakter, formår til stadighed at forurolige seeren. I løbet af 1800'erne omdefineredes konventioner om nøgenhed i kunsten. De vigtigste drivkræfter i denne udvikling var Courbet og Manet. Courbet afviste de akademiske billeder med deres idealiserede nøgenmotiver – men afviste ligeledes hvad han opfattede som en hyklerisk praksis under tiden, hvor erotik eller endda pornografi var socialt acceptabelt, hvis det var forklædt som mytologisk eller ideelle motiver.
Courbet insisterede senere på, at han aldrig havde løjet i sine malerier, og at hans realisme udfordrede grænserne for det socialt acceptable. Med Verdens oprindelse var han gået videre end Manet tre år tidligere med maleriet Olympia.